# Ненецкая письменность
Не́нецкая пи́сьменность — письменность, используемая для записи ненецкого языка. За время своего существования функционировала на разных графических основах и неоднократно реформировалась. В настоящее время ненецкая письменность функционирует на кириллице. В истории ненецкой письменности выделяется 3 этапа:
- до начала 1930-х годов — ранние попытки создания письменности на основе кириллицы;
- 1931—1937 годы — письменность на латинской основе;
- с 1937 года — современная письменность на основе кириллицы.

В Ненецком автономном округе проводятся дни ненецкой письменности.

## Ранние алфавиты
До начала 1930-х годов ненцы не имели письменности, однако они использовали специфические родовые знаки — тамги — для обозначения собственности.
Впервые текст на ненецком языке был опубликован Н. Витсеном в конце XVII века. Этот небольшой текст — перевод молитвы Отче наш — был напечатан латинскими буквами. В 1787 году в журнале «Новые месячные сочинения» была опубликована ненецкая сказка Вада-Хасово; в 1811 году на основе этой публикации И. С. Фатером была предпринята первая попытка создания ненецкой грамматики. Во второй половине 1830-х годов миссионер архимандрит Вениамин (Смирнов) составил ненецкую грамматику и перевод Нового Завета, используя изобретённую им оригинальную письменность, но Синод не одобрил это начинание, потребовав использовать кириллический алфавит. Труды Вениамина так и остались в рукописи и не были изданы. В 1840-х годах грамматика ненецкого языка была составлена М. А. Кастреном, в своих трудах он использовал латинский алфавит.
В середине XIX века архимандритом Вениамином был переведён на ненецкий язык ряд религиозных текстов. Для записи использовался кириллический алфавит с добавлением специальных букв для специфических звуков ненецкого языка. Книги на этом варианте алфавита не были опубликованы. В 1895 году Ю. М. Сибирцев составил первый ненецкий букварь, в котором использовались следующие буквы: А а, Б б, В в, Г г, Д д, Е е, Ё ё, З з, И и, І і, К к, Л л, М м, Н н, О о, П п, Р р, С с, Т т, У у, Х х, Ц ц, Ы ы, ъ, ь, Э э, Ю ю, Я я. В 1910 году А. А. Дуниным-Горкавичем был издан русско-остяко-самоедский тематический словарь, где использовался стандартный русский алфавит.
Эти издания не оказали сколько-нибудь заметного воздействия на грамотность ненцев и дальнейшее развитие ненецкой письменности.

## Латиница
На научной основе ненецкая письменность была разработана в 1931 году. В соответствии с общесоюзной тенденцией латинизации графической основой для ненецкого алфавита была избрана латиница. В основу письменного литературного языка был положен большеземельский диалект. Алфавит имел следующий вид:
| A a | B в | В̦ в̦ | C c | Ç ç | D d | D̦ d̦ | E e | Ә ә | F f |
| G g | H h | Ꜧ ꜧ | I i | Ь ь | J j | K k | L l | Ļ ļ | M m |
| M̦ m̦ | N n | Ņ ņ | Ŋ ŋ | O o | P p | P̦ p̦ | R r | Ŗ ŗ | S s |
| Ș ș | T t | Ț ț | U u | W w | Z z | Z̦ z̦ |     |     |     |

Запятая под буквой обозначала её мягкость. Знаком Ꜧ ꜧ обозначался гортанный смычный звук.
В 1932 году на этом алфавите вышла первая ненецкая книга — букварь Jadəj wada (Новое слово). Графической особенностью этого, а также некоторых других ненецких изданий, стало отображение мягких согласных — вместо запятой под буквой использовалась запятая после буквы: t, вместо ț, n, вместо ņ и т. д. Также в учебных изданиях путём добавления черту сверху дополнительно обозначалась долгота гласных (ā, ē, ә̄, ī, ō, ū, ь̄).
На ненецком латинизированном алфавите издавалась учебная и детская художественная литература, идеологические произведения, а также отдельные материалы в газетах «Ņarjana wьnder», «Narjana ŋәrm» и «Советский Таймыр».

## Кириллица
В ходе процесса кириллизации письменностей народов СССР 1 июня 1935 года ЦИК СССР постановил перевести письменности народов Севера на кириллическую основу. В числе этих письменностей оказалась и письменность ненецкого языка. Новый алфавит был утверждён президиумом Совета Национальностей ЦИК СССР 11 февраля 1937 года. В состав нового варианта алфавита вошли все 33 буквы русского алфавита, диграф нг для обозначения заднеязычного носового звука, а также знак ʼ для обозначения гортанного смычного звука. Мягкость согласных стала обозначаться постановкой после них мягкого знака или йотированной гласной. Буквы ж, ф, ч, ш, щ встречались только в заимствованиях из русского языка.
В конце 1950-х годов диграф Нг нг был заменён знаком Ӈ ӈ. В тот же период был введён знак ʼʼ, который стал обозначать глухой гортанный смычный звук, в то время как для знака ʼ была оставлена функция обозначения звонкого гортанного смычного звука.
Ненецкий алфавит принял следующий вид, который сохраняется и сейчас:
| А а | Б б | В в | Г г | Д д | Е е | Ё ё | Ж ж | З з | И и | Й й | К к |
| Л л | М м | Н н | Ӈ ӈ | О о | П п | Р р | С с | Т т | У у | Ф ф | Х х |
| Ц ц | Ч ч | Ш ш | Щ щ | Ъ ъ | Ы ы | Ь ь | Э э | Ю ю | Я я | ʼ   | ʼʼ  |

В ряде изданий с начала XXI века для обозначения кратких гласных используется диакритический знак бреве (например Ă и И͏̆ (и с бреве)), а для обозначения долгих гласных — диакритический знак макрон (например Ӣ и Ӯ). В состав алфавита такие графемы с диакритическими знаками не входят и отдельными буквами не считаются.
В последнее время высказываются идеи о реформировании ненецкой письменности в связи с тем, что в Большеземельской тундре, на диалекте которой базируется литературный язык, язык в значительной степени утрачен, а основной территорией сохранения и развития ненецкого языка стал Ямал.

### Алфавит ненецкого лесного языка
Ненецкий лесной язык долгое время считался диалектом ненецкого (тундрового) языка. В связи с этим в 1930-е годы для него не была разработана собственная письменность — считалось, что его нужды будут обслуживаться литературным ненецким языком на базе диалекта Большеземельской тундры. Однако уже в 1950-е годы исследователи отмечали, что обучение школьников — носителей лесного диалекта на литературном языке проводиться не может из-за существенных различий.
Собственная письменность для ненецкого лесного языка была создана лишь в 1994 году, когда на нём вышли словарь и букварь (авторы — М. Я. Бармич и И. А. Вэлло). Базой для формирующегося литературного ненецкого лесного языка послужил пуровский говор.
Алфавит ненецкого лесного языка содержит все те же буквы, что и ненецкий тундровый язык, а также дополнительные знаки Ӆ ӆ и Ӭ ӭ.

## Таблица соответствия алфавитов
Составлено по:
| Кириллица | Латиница | Кириллица | Латиница | Кириллица | Латиница | Кириллица | Латиница | Кириллица | Латиница | Кириллица | Латиница |
| --------- | -------- | --------- | -------- | --------- | -------- | --------- | -------- | --------- | -------- | --------- | -------- |
| А а       | A a      | Ё ё       | (Jo jo)  | (Ль ль)   | Ļ ļ      | (Пь пь)   | P̦ p̦      | Ф ф       | F f      | Ы ы       | Ь ь      |
| Б б       | В в      | Ж ж       | Z z      | М м       | M m      | Р р       | R r      | Х х       | H h      | Ь ь       | -        |
| (Бь бь)   | В̦ в̦      | З з       | Z z      | (Мь мь)   | M̦ m̦      | (Рь рь)   | Ŗ ŗ      | Ц ц       | C c      | Э э       | Ә ә, E e |
| В в       | W w      | (Зь зь)   | Z̦ z̦      | Н н       | N n      | С с       | S s      | (Ць ць)   | C̦ c̦      | Ю ю       | (Ju ju)  |
| Г г       | G g      | И и       | I i      | (Нь нь)   | Ņ ņ      | (Сь сь)   | Ș ș      | Ч ч       | C c      | Я я       | (Ja ja)  |
| Д д       | D d      | Й й       | J j      | Ӈ ӈ       | Ŋ ŋ      | Т т       | T t      | Ш ш       | S s      | ʼ ʼʼ      | Ꜧ ꜧ      |
| (Дь дь)   | D̦ d̦      | К к       | K k      | О о       | O o      | (Ть ть)   | Ț ț      | Щ щ       | -        |           |          |
| Е е       | (Je je)  | Л л       | L l      | П п       | P p      | У у       | U u      | Ъ ъ       | -        |           |          |

## Комментарии
1. ↑  Известно, что ещё в 1990 году Ю. Вэлло начал издание рукописной газеты «Тил’ивсама’’» (с 1991 — «Тиӆивсама’’») на ненецком лесном языке